# غرب اهوادا
غرب اهوادا (به لاتین: Ahoada West) یک سکونتگاه مسکونی در نیجریه است که در ایالت ریورز واقع شده‌است.